# Myriam Lignot
Myriam Lignot (née le 9 juillet 1975 à Laon) est une championne française de natation synchronisée.
Elle a été en équipe de France et a obtenu notamment une 5e place aux Jeux olympiques d'Atlanta en 1996 et une 4e place aux Jeux Olympiques de Sydney et une médaille de bronze en duo avec Virginie Dedieu en septembre 2000 aux Jeux olympiques de Sydney.
Elle est actuellement entraineur au club d'Aix-en-Provence Natation.

## Palmarès

### Jeux olympiques d'été
- 3e en duo aux Jeux olympiques d'été de 2000 avec Virginie Dedieu
- 5e par équipes aux Jeux olympiques d'été de 1996
- 4e par équipes aux Jeux olympiques d'été de 2004

### Championnats du Monde
- 3e en duo aux championnats du monde 1998 avec Virginie Dedieu
- 5e par équipes aux championnats du monde 1998
- 4e en Duo avec Marianne Aeschbacher et 5e en Equipe en 1994 (ROME)

### Championnats d'Europe
- 1re Championne d'Europe en Duo avec Virginie Dedieu- 3e en équipe : en 2000  (Helsinki)
- 2e en Duo avec Virginie Dedieu et 2e en Equipe en 1999 (Istanbul)
- 2e en Duo avec Virginie Dedieu et 2e en Equipe en 1997 (Seville)
- 2e en Duo avec Marianne Aeschbacher et en Equipe en 1995 (Vienne)

### Goodwill Games
- 3e en duo avec Marianne Aeschbacher en 1994 (Saint-Pétersbourg)[2].